# Fernanda Lissoni
Fernanda Palma Lissoni é uma jogadora brasileira de polo aquático, integrante da seleção nacional que disputou o Campeonato Mundial de Esportes Aquáticos de 2011 em Xangai, na China.